# Badminton-Mittelmeermeisterschaft
Die Badminton-Mittelmeermeisterschaften sind im Badminton die Titelkämpfe der Confederation of Mediterranean Badminton (COMEBA). Austragungen sind seit 2008 dokumentiert.

## Turniergewinner
| Saison | Herreneinzel         | Dameneinzel          | Herrendoppel                  | Damendoppel                             | Mixed                       |
| ------ | -------------------- | -------------------- | ----------------------------- | --------------------------------------- | --------------------------- |
| 2008   | Abdul Alwahed Nowras | Boshra Almohawesh    | nicht ausgetragen             | nicht ausgetragen                       | nicht ausgetragen           |
| 2009   | Marco Mondavio       | Hadil Kareem         | Amar Awad Mohamad Saleh       | Hadil Kareem Sanna Mahmoud              | Mohamad Saleh Hadil Kareem  |
| 2019   | Maxim Grinblat       | Grammatoula Sotiriou | Maxim Grinblat Rotem Mogilner | Theodora Lamprianidou Vasilika Alkistis | Orestis Pissis Ioanna Pissi |

## Junioren
| Saison | Herreneinzel   | Dameneinzel | Herrendoppel                   | Damendoppel                   | Mixed                      |
| ------ | -------------- | ----------- | ------------------------------ | ----------------------------- | -------------------------- |
| 2015   | Kubilay Sadi   | Büşra Ünlü  | Fabien Delrue William Villeger | Bengisu Erçetin Nazlıcan İnci | Kubilay Sadi Yaren Dölcü   |
| 2017   | Yazgan Çalışır | Zehra Erdem | Berkay Çiçen Tayfun Taşdemir   | Bengisu Erçetin Nazlıcan İnci | Yazgan Çalışır Zehra Erdem |